# Kamunagara
Kamunagara est un manga de Yamamura Hajime en 10 volumes plus un spécial. Il est initialement prépublié dans le Young King Ours de Shōnen Gahōsha. La version française est éditée par Doki-Doki.

## Synopsis
Le manga se passe au Japon d'aujourd'hui et raconte l'histoire de trois jeunes gens qui seraient les réincarnations d'un ancien clan se battant contre des envahisseurs, eux aussi réincarnés. Ces trois personnes se nomment Kugaya Hitaka, Takemi Kanata et Narugami Haruka. Kanata et Hitaka se seraient aimés dans leur vie antérieure tandis que Narugami, professeur des deux lycéens, est liée à cette histoire même si elle ne l'avoue pas et les aide dans la quête. Hitaka possède en guise de bras droit une épée extraordinaire, Himuka, devenue incontrôlable et donc détachée de son corps après un premier combat contre Saino Tsubasa, un envahisseur. Alors que Kanata qui possède un miroir défendant des esprits, a un souvenir très flou de son ancienne vie, Hitaka n'en a aucun. Dans leur aventure pour découvrir le passé mais aussi écrire leur futur en repoussant les esprits maléfiques, les trois protagonistes doivent se soutenir, éviter d'impliquer des innocents, mais aussi se méfier de la police et d'une mystérieuse association liée à l'empereur.

## Liste des volumes
| no | Japonais        | Japonais          | Français         | Français          |
| no | Date de sortie  | ISBN              | Date de sortie   | ISBN              |
| -- | --------------- | ----------------- | ---------------- | ----------------- |
| 1  | août 2000       | 978-4-7859-2019-7 | 24 mai 2006      | 978-2-35078-139-6 |
| 2  | mars 2001       | 978-4-7859-2069-2 | 12 juillet 2006  | 978-2-35078-143-3 |
| 3  | octobre 2001    | 978-4-7859-2130-9 | 6 septembre 2006 | 978-2-35078-161-7 |
| 4  | 5 juin 2002     | 978-4-7859-2197-2 | 11 novembre 2006 | 978-2-35078-162-4 |
| 5  | 30 janvier 2003 | 978-4-7859-2270-2 | 10 janvier 2007  | 978-2-35078-220-1 |
| 6  | 24 octobre 2003 | 978-4-7859-2361-7 | 7 mars 2007      | 978-2-35078-242-3 |
| 7  | 28 juin 2004    | 978-4-7859-2436-2 | 5 mai 2007       | 978-2-35078-265-2 |
| 8  | 8 avril 2005    | 978-4-7859-2526-0 | 11 juillet 2007  | 978-2-35078-286-7 |
| 9  | 20 février 2006 | 978-4-7859-2609-0 | 5 septembre 2007 | 978-2-35078-306-2 |
| 10 | 26 avril 2006   | 978-4-7859-2635-9 | 7 novembre 2007  | 978-2-35078-330-7 |

### Édition japonaise
1. 1 2  (ja) やまむらはじめ, カムナガラ 01, 少年画報社,‎ août 2000 (ISBN 978-4-7859-2019-7, lire en ligne)
2. 1 2  (ja) やまむらはじめ, カムナガラ 02, 少年画報社,‎ mars 2001 (ISBN 978-4-7859-2069-2, lire en ligne)
3. 1 2  (ja) やまむらはじめ, カムナガラ 03, 少年画報社,‎ octobre 2001 (ISBN 978-4-7859-2130-9, lire en ligne)
4. 1 2  (ja) やまむらはじめ, カムナガラ 04, 少年画報社,‎ 5 juin 2002 (ISBN 978-4-7859-2197-2, lire en ligne)
5. 1 2  (ja) やまむらはじめ, カムナガラ 05, 少年画報社,‎ 30 janvier 2003 (ISBN 978-4-7859-2270-2, lire en ligne)
6. 1 2  (ja) やまむらはじめ, カムナガラ 06, 少年画報社,‎ 24 octobre 2003 (ISBN 978-4-7859-2361-7, lire en ligne)
7. 1 2  (ja) やまむらはじめ, カムナガラ 07, 少年画報社,‎ 28 juin 2004 (ISBN 978-4-7859-2436-2, lire en ligne)
8. 1 2  (ja) やまむらはじめ, カムナガラ 08, 少年画報社,‎ 8 avril 2005 (ISBN 978-4-7859-2526-0, lire en ligne)
9. 1 2  (ja) やまむらはじめ, カムナガラ 09, 少年画報社,‎ 20 février 2006 (ISBN 978-4-7859-2609-0, lire en ligne)
10. 1 2  (ja) やまむらはじめ, カムナガラ 10, 少年画報社,‎ 26 avril 2006 (ISBN 978-4-7859-2635-9, lire en ligne)

### Édition française
1. 1 2  « Vol.1 Kamunagara - Manga », sur manga-news.com (consulté le 30 avril 2021)
2. 1 2  « Vol.2 Kamunagara - Manga », sur manga-news.com (consulté le 30 avril 2021)
3. 1 2  « Vol.3 Kamunagara - Manga », sur manga-news.com (consulté le 30 avril 2021)
4. 1 2  « Vol.4 Kamunagara - Manga », sur manga-news.com (consulté le 30 avril 2021)
5. 1 2  « Vol.5 Kamunagara - Manga », sur manga-news.com (consulté le 30 avril 2021)
6. 1 2  « Vol.6 Kamunagara - Manga », sur manga-news.com (consulté le 30 avril 2021)
7. 1 2  « Vol.7 Kamunagara - Manga », sur manga-news.com (consulté le 30 avril 2021)
8. 1 2  « Vol.8 Kamunagara - Manga », sur manga-news.com (consulté le 30 avril 2021)
9. 1 2  « Vol.9 Kamunagara - Manga », sur manga-news.com (consulté le 30 avril 2021)
10. 1 2  « Vol.10 Kamunagara - Manga », sur manga-news.com (consulté le 30 avril 2021)